# Kemerovo
Kemerovo (russisk: Кемерово, tr. Kemerovo) er en by i Kemerovo oblast i den sydøstlige del af vestlige Sibirien i Den Russiske Føderation. Kemerovo er administrativt center i oblasten, og har 544.600 (2024) indbyggere.

## Geografi
Kemerovo ligger i luftlinje 2.997 km østsydøst for Moskva, ad landevej er afstanden 3.601 km og 260 km øst for Novosibirsk. Byen ligger centralt i den store kulforekomst i Kuzbass, på begge sider af floden Tom, en biflod til Ob.

### Klima
Kemerovo har fastlandsklima med lange, kolde vintre og korte, varme somre. Den koldeste måned er januar med en gennemsnitstemperatur på -17 °C, den lavest målte temperatur i Kemerovo var -47,9 °C. Den varmeste måned er juli med en gennemsnitstemperatur på 19,0 °C, den højest målte temperatur i Kemerovo var 38,0 °C i juni måned. Den gennemsnitlige årlige nedbør er 505 mm.

## Historie
Kemerovo er efterfølgeren til flere ældre russiske bosættelser, der smeltede sammen. Et vejpunkt ved navn Verkhotomsky Ostrog blev etableret i nærheden i 1657 på vejen fra Tomsk til Kuznetsk. I 1701 blev bosætningen Sjtjeglakova anlagt på venstre bred af Tom, som snart udviklede sig til en landsby. Der var blevet opdaget kulforekomster i området i 1721, imidlertid indledtes kulbrydning først i 1907. I 1916 etableredes en kemisk fabrik. I 1917 havde befolkningen i Sjtjeglovo (det tidligere Sjtjeglakova) vokset til omkring 4.000 mennesker. Før sammenlægningen i 1918 lå der tre landsbyer i området Ust-Iskitimskoje, Sjtjeglovo og Kemerovo.
Områdets videreudvikling blev forstærket af byggeriet af en jernbane mellem Jurga og Koltjugino (nu Leninsk-Kuznetskij) med en forbindelse mellem Topki og Sjtjeglovo. Sjtjeglovo fik bystatus den 9. maj 1918, der anses for at være datoen for Kemerovos grundlæggelse, og blev kendt som Sjtjeglovsk. Den 27. maj 1932 blev Sjtjeglovsk omdøbt til Kemerovo og blev det administrative center i Kemerovo oblast i 1943.

## Demografi
Tekst mangler, hjælp os med at skrive teksten

## Administrativ inddeling
Tekst mangler, hjælp os med at skrive teksten

## Økonomi
Tekst mangler, hjælp os med at skrive teksten

### Infrastruktur
Kemerovo er knyttet til det vestlige Rusland af en gren af den transsibiriske jernbane.
Byen betjenes af Kemerovo internationale lufthavn.

## Uddannelse
Seks højere uddannelsesinstitutioner er placeret i Kemerovo: Kemerovo Statslige Universitet, Kuzbass Statslige Tekniske Universitet, Kemerovo Institut for Fødevareerhverv (Universitet), Kemerovo Statslige Medicinske Akademi, Kemerovo Statelige Kultrinstitut, Kemerovo Agronomiske Institut og Kuzbass Økonomi og Jura Institut.

## Seværdigheder
Tekst mangler, hjælp os med at skrive teksten

## Venskabsbyer
- Salgótarján, Ungarn
- Billings, Montana, USA